# F1 2019 (videójáték)
Az F1 2019 a 2019-es Formula–1 világbajnokság hivatalos videójátéka, melyet a Codemasters fejlesztett és adott ki. Ez a tizenkettedik játék a Codemasters F1-sorozatából, amely tartalmazza mind a huszonegy pályát, a húsz versenyzőt és a tíz csapatot, amelyek részt vettek a 2019-es idényben. A Codemasters elmondása szerint két évig fejlesztették a játékot és úgy jellemezték, mint „a franchise történelmének legambiciózusabb kiadása”.

## Tartalom
Az F1 2019-ben debütált a pilóták csapatváltása, mely a mesterséges intelligencia irányításával a pilóták képesek csapatot váltani szezon közben vagy végén. Ezek a csapatok közti mozgások véletlenszerűen történnek, nincsenek előre megírva.
A játék 18 Formula–1-es autót tartalmaz az F1 2018-ból, 1972-től 2010-ig, külön letölthető tartalom az 1990-es szezont idézi fel, amely Alain Prost és Ayrton Senna csatájáról volt emlékezetes. A kiegészítő tartalmazza még a McLaren MP4-25-öt, melyet Jenson Button és Lewis Hamilton vezetett, valamint a Ferrari F10-et, amit Felipe Massa és Fernando Alonso terelgetett. Ezek az autók azon okból kerültek be, hogy a Codemasters tíz esztendeje teszi elérhetővé mindenki számára a Formula–1-játékokat a hetedik és nyolcadik generációs konzolokon. Kettő Ferrari-autót azonban eltávolítottak, ezek a 2002-es Ferrari F2002 és az 1995-ös Ferrari 412 T2.
A játékosok saját maguknak is tervezhetnek festéseket, és rakhatnak rá nem létező támogatókat egy 2019-es specifikációjú egyenautóra, amelyeket a többjátékos-módok során használhatnak.
A játékon belül a Racing Point SportPesa nevű szponzorát SpScore.com-mal (SportPesa híreinek és élő eredményeinek oldalával) helyettesítették, mert a SportPesa egy fogadással és szerencsejátékkal foglalkozó cég, mely nem felelt meg a PEGI 3 besorolásának. A Scuderia Ferrari Mission Winnow (melynek hátterében a Philip Morris International áll), a McLaren Better Tomorrow (melynek hátterében a British American Tobacco áll), kampányaik szintén eltávolításra kerültek a dohányreklám-tilalom miatt. A Ferrari későbbi frissítés során megkapta a 90 Years-feliratot, ezzel ünnepelve a Ferrari 90. évfordulóját a motorsportban.
A Codemasters ebben az évben bemutatta a Formula–2 bajnokságot a játékban, egy Dallara F2 2018-at szemléltetve az előzetes végén. Eleinte csak a 2018-as Formula–2 szezon került be, amely tartalmazta az azévi csapatokat és versenyzőket, majd egy frissítés során hozzáadták a 2019-es szezont. A Formula–2 bajnokságot sikeresen beleültették a karrier módba, mely különböző helyzeteken és eseményeken keresztül mutatja be az autóversenyzésen belüli rivalizálást. Az utánpótlás-sorozat az F2 Feeder Series nevet kapta. Két nem valódi szereplőt adtak hozzá, Devon Butlert és Lukas Webert, melyek közül előbbi a rivális, az utóbbi pedig csapattárs. A Formula–2 bajnokság külön is játszható.

### Csapatok és versenyzők

#### 2019-es Formula–1 világbajnokság
| Csapat                           | Pilóta             |
| -------------------------------- | ------------------ |
| Mercedes AMG Petronas Motorsport | Lewis Hamilton     |
| Mercedes AMG Petronas Motorsport | Valtteri Bottas    |
| Scuderia Ferrari                 | Sebastian Vettel   |
| Scuderia Ferrari                 | Charles Leclerc    |
| Aston Martin Red Bull Racing     | Max Verstappen     |
| Aston Martin Red Bull Racing     | Pierre Gasly       |
| Aston Martin Red Bull Racing     | Alexander Albon    |
| Renault F1 Team                  | Daniel Ricciardo   |
| Renault F1 Team                  | Nico Hülkenberg    |
| Haas F1 Team                     | Romain Grosjean    |
| Haas F1 Team                     | Kevin Magnussen    |
| McLaren F1 Team                  | Carlos Sainz Jr.   |
| McLaren F1 Team                  | Lando Norris       |
| SpScore Racing Point F1 Team     | Sergio Pérez       |
| SpScore Racing Point F1 Team     | Lance Stroll       |
| Alfa Romeo F1                    | Kimi Räikkönen     |
| Alfa Romeo F1                    | Antonio Giovinazzi |
| Red Bull Toro Rosso Honda        | Danyiil Kvjat      |
| Red Bull Toro Rosso Honda        | Alexander Albon    |
| Red Bull Toro Rosso Honda        | Pierre Gasly       |
| ROKiT Williams Racing            | George Russell     |
| ROKiT Williams Racing            | Robert Kubica      |

#### 2018-as FIA Formula–2 bajnokság
| Csapat                          | Pilóta              |
| ------------------------------- | ------------------- |
| Russian Time                    | Artyom Markelov     |
| Russian Time                    | Makino Tadaszuke    |
| Pertamina Prema Theodore Racing | Sean Gelael         |
| Pertamina Prema Theodore Racing | Nyck de Vries       |
| DAMS                            | Alexander Albon     |
| DAMS                            | Nicholas Latifi     |
| ART Grand Prix                  | Jack Aitken         |
| ART Grand Prix                  | George Russell      |
| MP Motorsport                   | Dorian Boccolacci   |
| MP Motorsport                   | Niko Kari           |
| BWT Arden                       | Maximilian Günther  |
| BWT Arden                       | Fukuzumi Nirei      |
| Campos Racing                   | Luca Ghiotto        |
| Campos Racing                   | Roberto Merhi       |
| Trident                         | Alessio Lorandi     |
| Trident                         | Arjun Maini         |
| Carlin                          | Lando Norris        |
| Carlin                          | Sérgio Sette Câmara |
| Charouz Racing System           | Louis Delétraz      |
| Charouz Racing System           | Antonio Fuoco       |

#### 2019-es FIA Formula-2 bajnokság
| Csapat                        | Pilóta               |
| ----------------------------- | -------------------- |
| Carlin                        | Louis Delétraz       |
| Carlin                        | Macusita Nobuharu    |
| ART Grand Prix                | Nyikita Mazepin      |
| ART Grand Prix                | Nyck de Vries        |
| DAMS                          | Sérgio Sette Câmara  |
| DAMS                          | Nicholas Latifi      |
| UNI-Virtuosi Racing           | Csou Kuan-jü         |
| UNI-Virtuosi Racing           | Luca Ghiotto         |
| Prema Racing                  | Mick Schumacher      |
| Prema Racing                  | Sean Gelael          |
| Sauber Junior Team by Charouz | Callum Ilott         |
| Sauber Junior Team by Charouz | Juan Manuel Correa   |
| Campos Racing                 | Dorian Boccolacci    |
| Campos Racing                 | Jack Aitken          |
| MP Motorsport                 | Jordan King          |
| MP Motorsport                 | Mahaveer Raghunathan |
| BWT Arden                     | Tatiana Calderón     |
| BWT Arden                     | Anthoine Hubert      |
| Trident                       | Giuliano Alesi       |
| Trident                       | Ralph Boschung       |

#### Klasszikus autók
| Konstruktőr | Típus   |
| ----------- | ------- |
| McLaren     | M23-D   |
| McLaren     | MP4/1B  |
| McLaren     | MP4/4   |
| McLaren     | MP4/5B* |
| McLaren     | MP4/6   |
| McLaren     | MP4-13  |
| McLaren     | MP4-23  |
| McLaren     | MP4-25* |
| Ferrari     | 312 T2  |
| Ferrari     | 312 T4  |
| Ferrari     | F1-90*  |
| Ferrari     | F2004   |
| Ferrari     | F2007   |
| Ferrari     | F10*    |
| Williams    | FW14B   |
| Williams    | FW18    |
| Williams    | FW25    |
| Lotus       | 72D     |
| Lotus       | 79      |
| Red Bull    | RB6     |
| Renault     | R26     |
| Brawn       | BGP-001 |

Megjegyzés:
- * – letölthető tartalom, az alapjáték nem tartalmazza

### Pályák
| No. | Nagydíj            | Versenypálya                   |
| --- | ------------------ | ------------------------------ |
| 1   | ausztrál nagydíj   | Melbourne Grand Prix Circuit   |
| 2   | bahreini nagydíj   | Bahrain International Circuit* |
| 3   | kínai nagydíj      | Shanghai International Circuit |
| 4   | azeri nagydíj      | Baku City Circuit              |
| 5   | spanyol nagydíj    | Circuit de Catalunya           |
| 6   | monacói nagydíj    | Circuit de Monaco              |
| 7   | kanadai nagydíj    | Circuit Gilles Villeneuve      |
| 8   | francia nagydíj    | Circuit Paul Ricard            |
| 9   | osztrák nagydíj    | Red Bull Ring                  |
| 10  | brit nagydíj       | Silverstone Circuit*           |
| 11  | német nagydíj      | Hockenheimring                 |
| 12  | magyar nagydíj     | Hungaroring                    |
| 13  | belga nagydíj      | Circuit de Spa-Francorchamps   |
| 14  | olasz nagydíj      | Autodromo Nazionale di Monza   |
| 15  | szingapúri nagydíj | Singapore Street Circuit       |
| 16  | orosz nagydíj      | Sochi Autodrom                 |
| 17  | japán nagydíj      | Suzuka Circuit*                |
| 18  | mexikói nagydíj    | Autódromo Hermanos Rodríguez   |
| 19  | amerikai nagydíj   | Circuit of the Americas*       |
| 20  | brazil nagydíj     | Autódromo José Carlos Pace     |
| 21  | abu-dzabi nagydíj  | Yas Marina Circuit             |

Megjegyzés:
- * – a pályának készült rövidebb nyomvonala is

## Fordítás
Ez a cikk részben vagy egészben az angol nyelvű F1 2019 (video game) fordításán alapszik.